# 西豹峪乡
西豹峪乡，是中华人民共和国山西省忻州市岢岚县下辖的一个乡镇级行政单位。

## 行政区划
西豹峪乡下辖以下地区：
前西豹峪村、后西豹峪村、谢家坪村、山庄头村、白家湾村、井条村、正沟村、甘钦村、马家河村、官道底村、豹峪沟村、芦家山村、泉子沟村、三义庄村和十字焉村。